# 瓦蒂尼-拉维克图瓦尔
瓦蒂尼-拉维克图瓦尔（法語：Wattignies-la-Victoire，法語發音：[watiɲi la viktwaʁ]）是法国上法蘭西大區北部省的一个市镇，属于埃尔普河畔阿韦讷区。

## 地理
瓦蒂尼-拉维克图瓦尔（50°12'3"N, 4°0'45"E）面积6.31 平方千米，位于法国上法蘭西大區北部省，该省份为法国最北部的省份及最长的省份，西北濒北海，西接加来海峡省，南至埃纳省和索姆省，东与比利时接壤。
与瓦蒂尼-拉维克图瓦尔接壤的市镇（或旧市镇、城区）包括：达穆西、博福尔、伯尼、迪默绍、迪蒙、弗卢尔西。

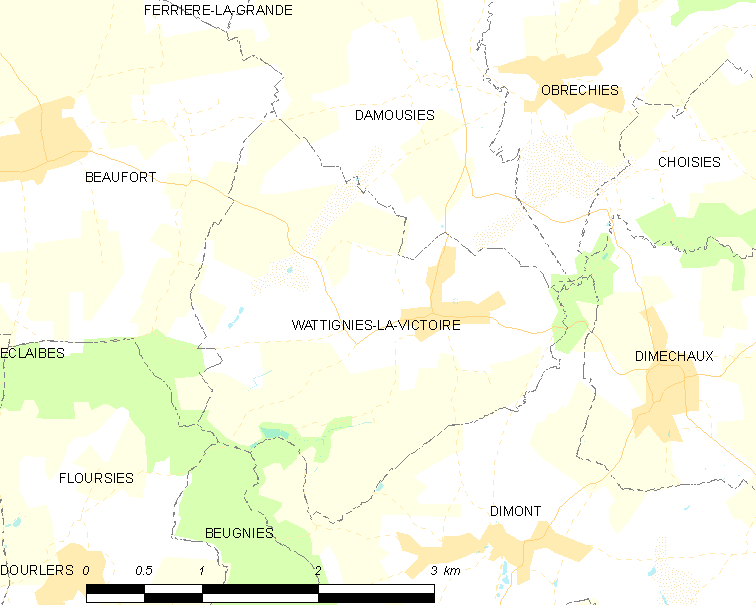
瓦蒂尼-拉维克图瓦尔的OSM定位图

瓦蒂尼-拉维克图瓦尔的时区为UTC+01:00、UTC+02:00（夏令时）。

## 行政
瓦蒂尼-拉维克图瓦尔的邮政编码为59680，INSEE市镇编码为59649。

## 政治
瓦蒂尼-拉维克图瓦尔所属的省级选区为富尔米县。

## 人口

1962-2008年间瓦蒂尼-拉维克图瓦尔人口变化图示

瓦蒂尼-拉维克图瓦尔于2022年1月1日时的人口数量为240人。